# Колумбия на летних Олимпийских играх 1948
Колумбия принимала участие в Летних Олимпийских играх 1948 года в Лондоне (Великобритания) в третий раз за свою историю, но не завоевала ни одной медали.